# Perophora regina
Perophora regina is een zakpijpensoort uit de familie van de Perophoridae. De wetenschappelijke naam van de soort werd in 1987 voor het eerst geldig gepubliceerd door Goodbody & Cole. Het is inheems in de tropische westelijke Atlantische Oceaan, waar het groeit op mangrovewortels op het barrièrerif van Belize.

## Verspreiding
Perophora regina wordt gevonden op verspreide locaties op het barrièrerif van Belize, waar het overvloedig groeit op mangrovewortels in snel stromend water. Het komt vooral veel voor aan de vrije uiteinden van bungelende Rhizophora-wortels, waar het een lengte van 20 cm aan de punt volledig kan bedekken. Soms groeit deze soort losjes over het oppervlak van sponzen zoals Haliclona. De soort lijkt niet tolerant te zijn voor grote variaties in zoutgehaltes en temperatuur.